# Società Sportiva Calcio Campania 1981-1982
Questa voce raccoglie le informazioni riguardanti la Società Sportiva Calcio Campania nelle competizioni ufficiali della stagione 1981-1982.

## Rosa
| N. |                   | Ruolo | Calciatore          |
| -- | ----------------- | ----- | ------------------- |
|    | Italia (bandiera) | C     | Gaetano Aprea       |
|    | Italia (bandiera) | A     | Antonio Arena       |
|    | Italia (bandiera) | D     | Giuseppe Belfiore   |
|    | Italia (bandiera) | D     | Aldo Bet            |
|    | Italia (bandiera) | D     | Vincenzo Carannante |
|    | Italia (bandiera) | C     | Giuseppe Catalano   |
|    | Italia (bandiera) | C     | Domenico Citarelli  |
|    | Italia (bandiera) | C     | Francesco Colombini |
|    | Italia (bandiera) | D     | Gaetano Costa       |
|    | Italia (bandiera) | P     | Genesio Del Prete   |
|    | Italia (bandiera) | D     | Eduardo Gargiulo    |
|    | Italia (bandiera) | P     | Roberto Giansanti   |

| N. |                   | Ruolo | Calciatore             |
| -- | ----------------- | ----- | ---------------------- |
|    | Italia (bandiera) | C     | Sebastiano Grassi      |
|    | Italia (bandiera) | D     | Gianfranco Guaglianone |
|    | Italia (bandiera) | C     | Maurizio Improta       |
|    | Italia (bandiera) | C     | Luigi Iodice           |
|    | Italia (bandiera) |       | Iovine                 |
|    | Italia (bandiera) | P     | Enrico Lattuada        |
|    | Italia (bandiera) | C     | Vincenzo Liguori       |
|    | Italia (bandiera) | C     | Giuseppe Massa         |
|    | Italia (bandiera) | D     | Lucio Nobile           |
|    | Italia (bandiera) |       | Santoliquido           |
|    | Italia (bandiera) | A     | Orazio Sorbello        |

## Risultati

### Campionato

#### Girone di andata
| 20 settembre 1981 1ª giornata | Campania | 1 – 0 | Virtus Casarano |  |

| 27 settembre 1981 2ª giornata | Francavilla | 1 – 2 | Campania |  |

| 4 ottobre 1981 3ª giornata | Campania | 1 – 3 | Casertana |  |

| 11 ottobre 1981 4ª giornata | Reggina | 1 – 0 | Campania |  |

| 18 ottobre 1981 5ª giornata | Campania | 0 – 0 | Civitanovese |  |

| 25 ottobre 1981 6ª giornata | Campania | 3 – 1 | Salernitana |  |

| 1º novembre 1981 7ª giornata | Ternana | 2 – 0 | Campania |  |

| 8 novembre 1981 8ª giornata | Campania | 0 – 0 | Arezzo |  |

| 15 novembre 1981 9ª giornata | Paganese | 4 – 3 | Campania |  |

| 22 novembre 1981 10ª giornata | Campania | 0 – 1 | Campobasso |  |

| 29 novembre 1981 11ª giornata | Benevento | 2 – 1 | Campania |  |

| 6 dicembre 1981 12ª giornata | Campania | 3 – 1 | Livorno |  |

| 13 dicembre 1981 13ª giornata | Giulianova | 2 – 0 | Campania |  |

| 20 dicembre 1981 14ª giornata | Campania | 0 – 0 | Rende |  |

| 3 gennaio 1982 15ª giornata | Latina | 2 – 1 | Campania |  |

| 10 gennaio 1981 16ª giornata | Nocerina | 0 – 0 | Campania |  |

| 17 gennaio 1981 17ª giornata | Campania | 2 – 1 | Taranto |  |

#### Girone di ritorno
| 24 gennaio 1982 18ª giornata | Virtus Casarano | 1 – 0 | Campania |  |

| 31 gennaio 1982 19ª giornata | Campania | 1 – 0 | Francavilla |  |

| 7 febbraio 1982 20ª giornata | Casertana | 0 – 0 | Campania |  |

| 14 febbraio 1982 21ª giornata | Campania | 0 – 0 | Reggina |  |

| 21 febbraio 1982 22ª giornata | Civitanovese | 1 – 1 | Campania |  |

| 28 febbraio 1982 23ª giornata | Salernitana | 1 – 0 | Campania |  |

| 7 marzo 1982 24ª giornata | Campania | 3 – 0 | Ternana |  |

| 21 marzo 1982 25ª giornata | Arezzo | 2 – 0 | Campania |  |

| 28 marzo 1982 26ª giornata | Campania | 2 – 0 | Paganese |  |

| 4 aprile 1982 27ª giornata | Campobasso | 1 – 1 | Campania |  |

| 18 aprile 1982 28ª giornata | Campania | 3 – 1 | Benevento |  |

| 25 aprile 1982 29ª giornata | Livorno | 0 – 1 | Campania |  |

| 2 maggio 1982 30ª giornata | Campania | 2 – 1 | Giulianova |  |

| 9 maggio 1982 31ª giornata | Rende | 1 – 0 | Campania |  |

| 16 maggio 1982 32ª giornata | Campania | 1 – 1 | Latina |  |

| 23 maggio 1982 33ª giornata | Campania | 2 – 2 | Nocerina |  |

| 30 maggio 1982 34ª giornata | Taranto | 1 – 3 | Campania |  |